# Parafia Najświętszej Maryi Panny Królowej Pokoju we Wrocławiu
Parafia Najświętszej Maryi Panny Królowej Pokoju we Wrocławiu – znajduje się w dekanacie Wrocław zachód I (Kozanów) w archidiecezji wrocławskiej na osiedlu Popowice. Jej proboszczem jest o. Błażej Mielcarek OMI. Obsługiwana przez misjonarzy oblatów Maryi Niepokalanej. Erygowana w 1969. Mieści się przy ulicy Ojców Oblatów 1.
Jeszcze przed wojną istniał w tym rejonie okręg duszpasterski, a następnie kościół pw. św. Jerzego, przy którym w roku 1928 osiedlili się ojcowie oblaci. Uległ on zniszczeniu wraz z całym osiedlem podczas II wojny światowej i został odbudowany w latach 1951-53, a wraz z powstaniem całego osiedla stał się kościołem nowo sformowanej parafii pw. św. Jerzego. Pod tą nazwą funkcjonowała ona do roku 1991, kiedy dekretem biskupa Adama Dyczkowskiego, zmieniono jej wezwanie na Najświętszej Maryi Panny Królowej Pokoju. W 1994 roku konsekrowano nowy kościół parafialny projektu Wojciecha Jarząbka, którego budowa rozpoczęła się 12 lat wcześniej.

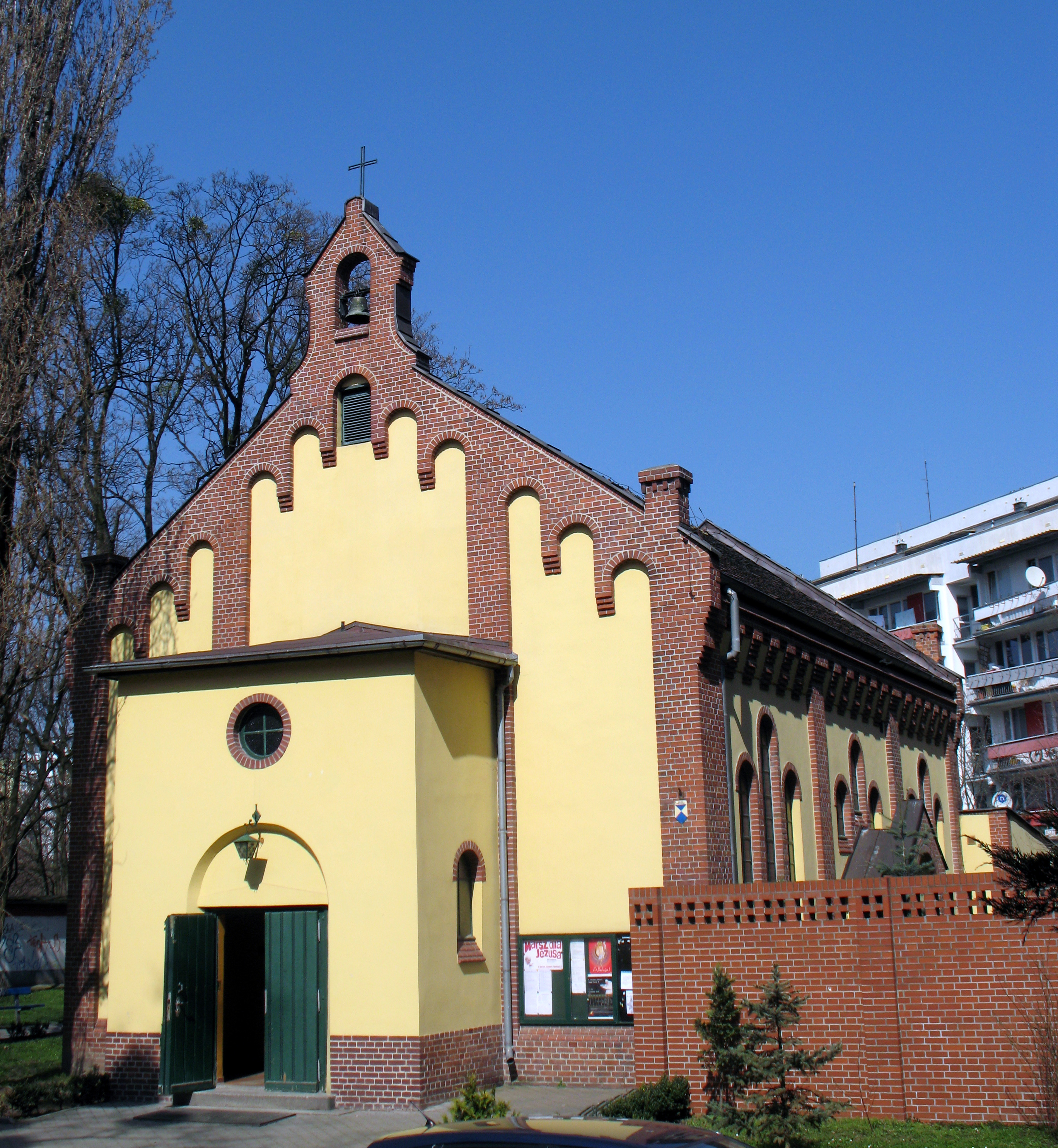
Stary kościół parafialny pw. św. Jerzego. Obecnie kościół filialny

## Obszar parafii
Parafia obejmuje ulice: Biały Kąt, Białowieska, Bobrza, Bystrzycka (nr. 23-51), Dąbrówki, Gądowska (nr. 5-40), Jelenia, Kłodnicka (nr. 1-9), Kwiska (nr. parzyste), Legnicka (nr. 45-55, 62-158), Małopanewska, Niedźwiedzia, Port Popowice, Stacja Popowice, Popowicka, Przedmiejska, Rysia, Starograniczna, Stobrawska, Wejherowska, Zajęcza, Żubrza.